# Gewebegesetz
Das Gewebegesetz ist ein Änderungsgesetz, das mehrere Gesetze bezüglich des Umgangs mit menschlichen Geweben und Zellen sowie mit medizinischen Präparaten, die aus menschlichem Gewebe hergestellt wurden, anpasst.
Mit dem Gesetz wird die Richtlinie 2004/23/EG in deutsches Recht umgesetzt. Es wurden unter anderem das Arzneimittelgesetz, das Transplantationsgesetz und das Transfusionsgesetz geändert.

## Ziele

### Transplantationsgesetz
Im Transplantationsgesetz wurde angestrebt die/der:
- Erweiterung des Anwendungsbereichs des TPG auf Knochenmark und Zellen sowie embryonale, fötale Organe und Gewebe.
- Gesetzliche Vorrang der Organspende vor der Gewebespende.
- Beschränkung der Knochenmarkentnahme bei Nichteinwilligungsfähigen.
- Regelung der Anonymität der Gewebespende mit Ausnahme der Samenspende und der Knochenmarkspende.
- Regelungen zu Gewebeeinrichtungen und zur Dokumentation der übertragenen Gewebe sowie zur Meldung schwerwiegender Zwischenfälle und schwerwiegender unerwünschter Reaktionen durch Einrichtungen der medizinischen Versorgung.

### Arzneimittelgesetz
Im Arzneimittelgesetz wurde angestrebt die/der:
- Erweiterung des Anwendungsbereichs des AMG u. a. auf Augenhornhäute sowie auf Gewebe, die im Krankenhaus unter der Verantwortung eines Arztes gewonnen, be- oder verarbeitet und angewendet werden.
- vereinfachte Regelung für die Erlaubnis der Entnahme von Geweben, die bei Menschen angewendet werden sollen.
- die Erlaubnis der Be- oder Verarbeitung von Geweben, die nicht industriell hergestellt werden und deren Be- oder Verarbeitungsverfahren in der Europäischen Union hinreichend bekannt sind (z. B. Herzklappen, Augenhornhäute)
- vereinfachtes Genehmigungsverfahren für das Inverkehrbringen von Geweben, die mit bekannten Verfahren be- oder verarbeitet worden sind, auch mit der Folge, dass diese Gewebe dem Handelsverbot nach § 17 Abs. 1 des Transplantationsgesetzes unterliegen.
- Erleichterte Einfuhrerlaubnis für Gewebe, die bekannt sind und aus Drittländern nach Deutschland eingeführt werden sollen.
- Vorschriften für Gewebeeinrichtungen zur Meldung schwerwiegender Zwischenfälle und Reaktionen.